# Lasioglossum atricrum
Lasioglossum atricrum är en biart som först beskrevs av Joseph Vachal 1903.  Lasioglossum atricrum ingår i släktet smalbin, och familjen vägbin. Inga underarter finns listade i Catalogue of Life.